# Wyszowate (województwo podlaskie)
Wyszowate (dawniej: Wiszowate) – wieś w Polsce położona w województwie podlaskim, w powiecie monieckim, należąca do gminy Trzcianne.
Wierni kościoła rzymskokatolickiego należą do parafii św. Apostołów Piotra i Pawła w Trzciannem.

## Historia
Okolica szlachecka rodziny Wiszowatych herbu Roch/Pirzchała. Pierwotna nazwa wsi: Wiszowate. Wyraz "wiszowate" w języku staropolskim oznaczał sitowie, szuwar, grube siano. Wieś założona ok. XV wieku. Najstarszy odnaleziony zapisek o miejscowości pochodzi z roku 1445 i dotyczy mieszkańców (założycieli?) wsi: Stanisława, Mroczka, Jana i Mrosława Wiszowatych. Do dzisiaj zamieszkana przez rodziny Wiszowatych. Wieś wielokrotnie niszczona. W sierpniu 1944 w wyniku ostrzału sowieckich samolotów spłonęła prawie doszczętnie. Ocalało kilka budynków na skraju wsi. Na terenie wsi działa Ochotnicza Straż Pożarna. 
W latach 1950–1975 siedziba Gromadzkiej Rady Narodowej.
W latach 1975–1998 miejscowość należała administracyjnie do województwa białostockiego.

## Zabytki
Z dawnych zabudowań ocalało niewiele. Budynki drewniane z przełomu XIX/XX wieku. Krzyże przydrożne, drewniane, w tym karawaki (krzyże morowe) z początku XX w. Krzyż murowany z 1879 r. Kapliczka przydrożna św. Jana Nepomucena z przełomu XIX/XX w.